# Ново-Волковское кладбище
Ново-Волковское кладбище — некрополь во Фрунзенском районе Санкт-Петербурга. Располагается по обеим сторонам улицы Салова неподалёку от ветки Витебской железной дороги (станция метро «Бухарестская»). Площадь — 32,6 гектара. Кладбище получило своё современное название в 1946 году, в этом же году конторе Ново-Волковского кладбища было передано управление Магометанским кладбищем.
Адрес: 192102, Санкт-Петербург, улица Салова, д. 80.

## История
Вскоре после начала Великой Отечественной войны, в июле 1941 года юго-западнее Магометанского кладбища был отведён земельный участок «для нужд захоронения возможных жертв вражеских бомбардировок и арт. обстрелов», в декабре того же года на этом участке «было разрешено производить массовое захоронение». С 1941 года на этом участке производились братские захоронения жителей блокадного Ленинграда и военнослужащих. В 1946 году этот участок, ограниченный улицей Салова, Волковским проспектом, Козловским переулком и Стрельбищенской улицей получил статус Ново-Волковского кладбища. На данной территории в конце 1940-х годов был образован так называемый ассирийский участок для погребения айсоров.

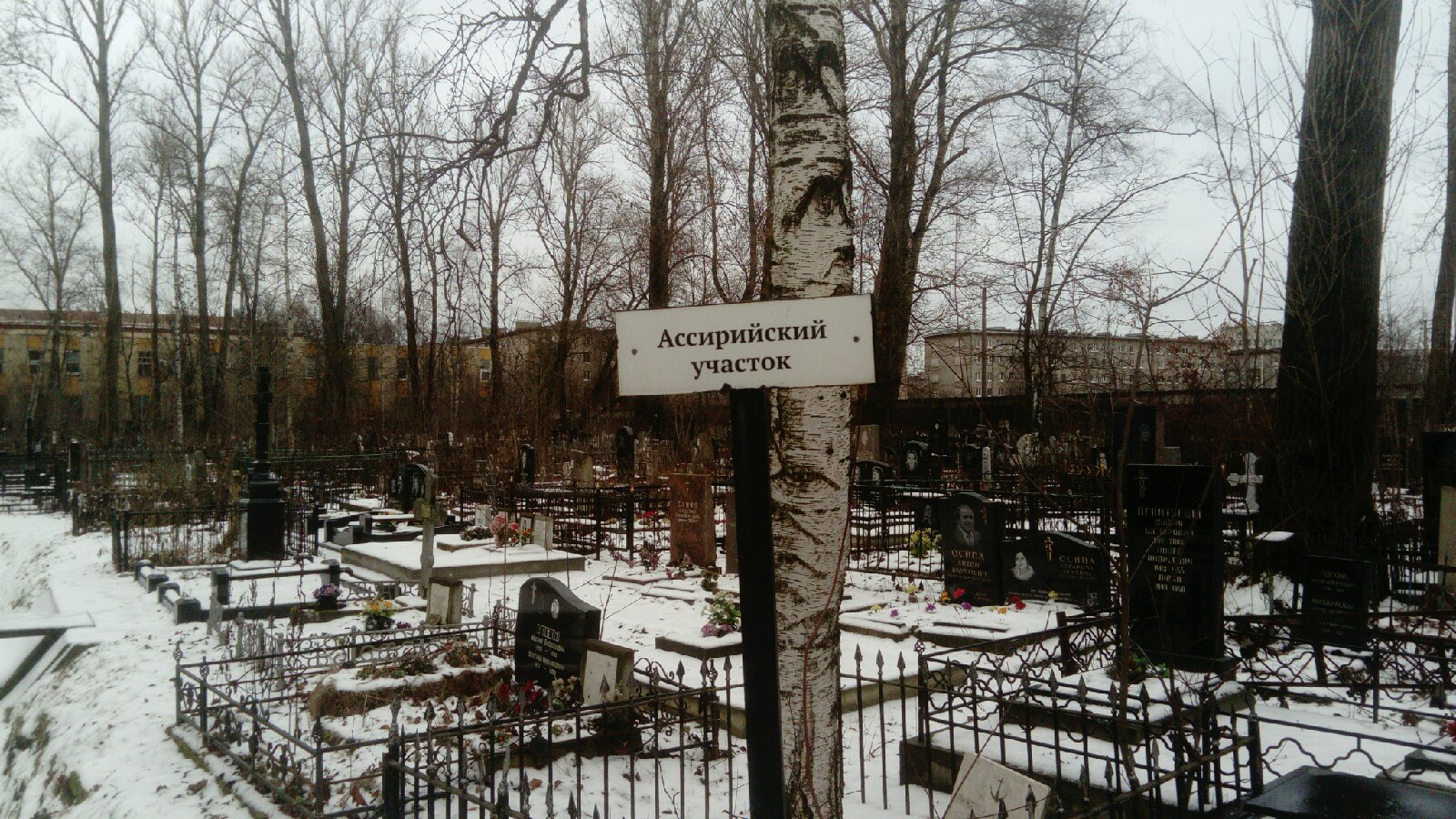
Ассирийский участок на Ново-Волковском кладбище

В дальнейшем кладбищу был выделен дополнительный участок южнее улицы Салова. В 1964 году увеличение территории кладбища в связи с ростом окружающей застройки было прекращено, оно получило статус полузакрытого: захоронения по настоящее время допускаются, как правило, только в оградах и могилах родственников.
После железнодорожной катастрофы 1965 года на кладбище появился памятный обелиск.

### Магометанское кладбище
В 1946 году конторе Ново-Волковского кладбища от конторы Волковского кладбища было передано управление одним из старейших некрополей Санкт-Петербурга — Магометанским кладбищем, основанным в 1826 году. На карте Ленинграда, изданной в 1988 году, Магометанское и Ново-Волковское кладбища указаны в качестве самостоятельных топонимических объектов.

## Известные люди, похороненные на Ново-Волковском кладбище
На территории Ново-Волковского кладбища расположены могилы участников Великой Отечественной войны, Героев Советского Союза и других известных людей:
- Абрамов, Николай Осипович (1897—1964), советский военачальник, контр-адмирал;
- Введенский, Константин Владимирович (1905—1977) — советский военачальник, гвардии генерал-майор;
- Вершинин, Фёдор Григорьевич (1905—1976), Герой Советского Союза, командир подводной лодки Щ-311, капитан 1-го ранга;
- Григорьев, Алексей Григорьевич (1917—1998) — Герой Советского Союза, танкист, полковник;.
- Иванов, Игорь Петрович — педагог, основатель коммунарской методики
- Евтеев, Михаил Иванович (1920—1971), военный лётчик, Герой Советского Союза;
- Зазорин, Евгений Александрович (1925—1986), конструктор, автор прицельно-навигационной системы бомбардировщика Су-24;
- Комаров, Александр Николаевич (1922—1982), Герой Советского Союза, капитан I ранга;
- Кореляков, Алексей Николаевич (1926—1950) — стрелок мотострелкового батальона, красноармеец. Герой Советского Союза;
- Котиков, Юрий Аггеевич (1897—1979) — д.м.н., профессор, проректор Ленинградского педиатрического медицинского института;
- Кузнецова, Варвара Григорьевна (1912—1977) — этнограф-чукчевед.
- Кузнецов, Степан Никифорович (1918—1979), Герой Советского Союза;
- Кургапкина, Нинель Александровна (1929—2009), советская балерина, народная артистка СССР;
- Неуструев, Иван Павлович (1915—1965), Герой Советского Союза;
- Орлов, Герман Тимофеевич (1921—2013), советский и российский актёр. Народный артист Российской Федерации;
- Панов, Дмитрий Петрович (1923—1976), Герой Советского Союза;
- Полосин, Евгений Максимович (1912—1972), актёр театра и кино, народный артист СССР;
- Семко, Валентин Владимирович (1937—2007), Герой Социалистического Труда, полковник медицинской службы;
- Стариков, Валентин Георгиевич (1913—1979), Герой Советского Союза, вице-адмирал;
- Томашевич, Николай Николаевич (1921—1983), Герой Советского Союза.